# Francesco Carafa

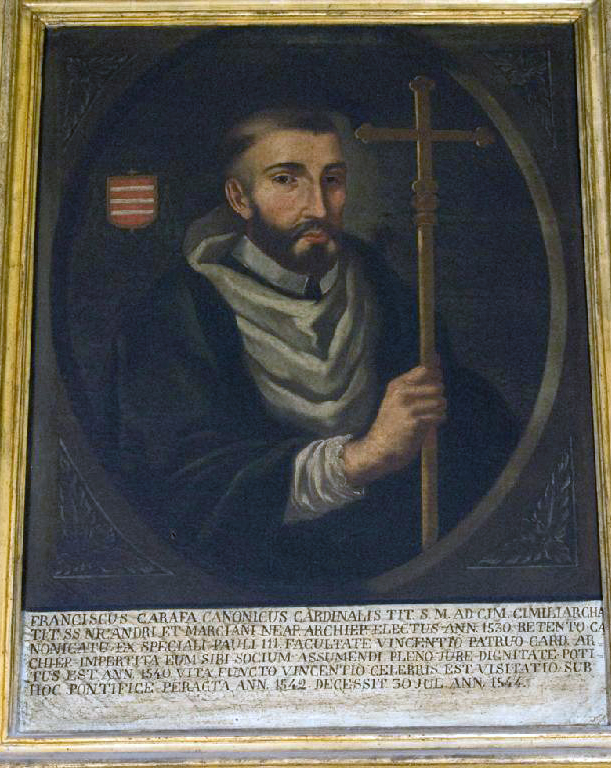
Bischof Francesco Carafa

Francesco Carafa (* um 1515 in Neapel; † 30. Juli 1544 ebenda) war ein italienischer katholischer Erzbischof. 

## Biografie
Er gehörte der mächtigen neapolitanischen Familie der Carafa an, die seit 1458 das Amt des Erzbischofs von Neapel innehatte.
Am 24. Januar 1530 wurde er zum Erzbischof von Neapel ernannt und starb dort am 30. Juli 1544.